# Дзержинский (Могилёвский район)
Дзержинский (бел. Дзяржынскі) — посёлок в составе Катковского сельсовета Глусского района Могилёвской области Республики Беларусь.

## Население
- 1999 год — 34 человека
- 2010 год — 13 человек